# Липский, Матвей
Матвей (Матеуш) Липский (21 сентября 1770, Могилёв, Витебское воеводство — 21 ноября 1839, Минск) — религиозный деятель Царства Польского, минский римско-католический епископ.

## Биография
Матвей Липский родился 21 сентября 1770 года в городе Могилёве.
Ещё в юности, будучи ещё членом Базилианского ордена, Липский обратил на себя внимание тогдашнего архиепископа Могилевского Станислава Богуш-Сестренцевича, который приблизил его к себе и обратил в католичество.
С этого времени начинается его постепенное возвышение. Сумев войти в доверие к митрополиту в качестве его личного секретаря, Липский так же ловко сумел заручиться и расположением иезуитов и за одну услугу, оказанную последним, получил от генерала ордена Раймунда Бржозовского учёную степень доктора богословия.

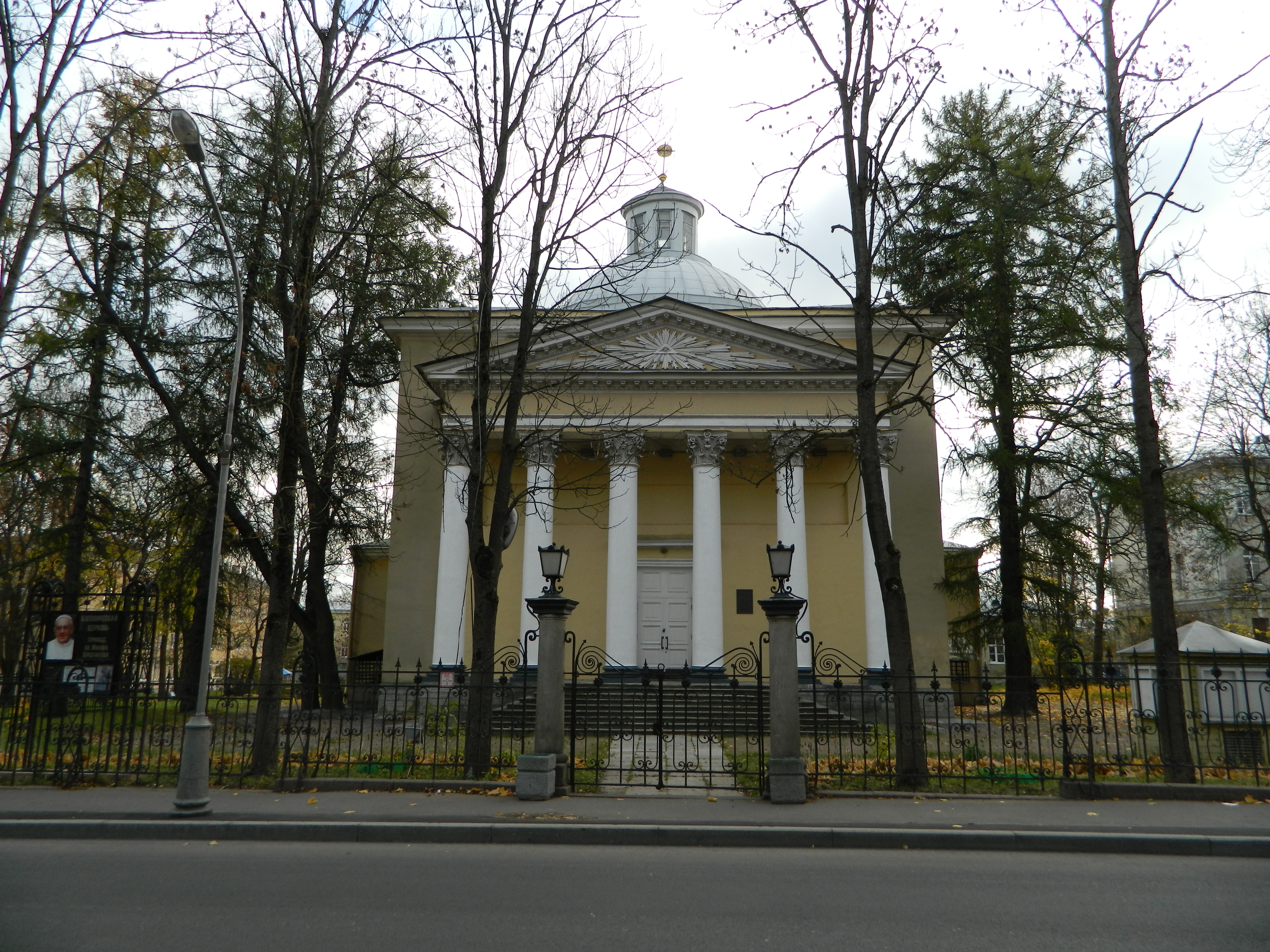
Храм Иоанна Крестителя

Сестренцевич со своей стороны продолжал ему покровительствовать: из каноника Могилевского он переименовал его сперва в прелата, а затем в архидиакона Белорусского и наконец выставил его кандидатом в епископы. Тем временем, пока шла по этому поводу переписка с Ватиканом, в 1820—1821 гг., Липский, оставаясь по-прежнему первым (из двух) секретарем митрополита, назначен был асессором Могилевской римско-католической коллегии, а после посвящения в сан епископа, в 1826 году, был послан с делегацией в Москву для присутствования на коронации российского императора Николая Павловича.
В следующем 1827 году, уже после смерти Сестренцевича, Липскому была поручена администрация Минской епархии, ещё при жизни минского римско-католического епископа Якуба Игнацы Дедерки, кафедру которого, после его смерти, он унаследовал в 1829 году. С этого времени Липский жил попеременно то в Минске, то в Санкт-Петербурге и во время одной из своих поездок в столицу Российской империи (21 ноября (4 декабря) 1826 года) освятил католическую церковь Иоанна Крестителя в Царском Селе.
Матеуш Липский умер 21 ноября 1839 года в городе Минске и был похоронен на Кальварийском кладбище.